# Política de Malaui

Escudo de armas de la República de Malawi

La política de Malaui se desarrolla en el marco de una república presidencial de democracia representativa, en la que quien asume la presidencia de Malawi asume a la vez la jefatura de Estado y la jefatura de gobierno, y de un sistema multipartidista. El poder ejecutivo es ejercido por el gobierno. El poder legislativo reside tanto en el gobierno como en la Asamblea Nacional. Hay un gabinete de Malawi designado por el presidente de Malawi. El poder judicial es independiente del ejecutivo y del legislativo. 
Malawi obtuvo la independencia en julio de 1964 y fue gobernado como una dictadura personalista de partido único bajo Hastings Banda y su Partido del Congreso de Malaui de 1964 a 1994.[1] A principios de la década de 1990, se ejerció presión sobre el régimen para que se democratizara.[1] Tras un referéndum en 1993 ganado por fuerzas prodemocracia, en 1994 se estableció un sistema democrático multipartidista. La Unidad de Inteligencia de The Economist calificó a Malaui como un "régimen híbrido" en 2022.
Bakili Muluzi fue presidente desde el 21 de mayo de 1994, logrando la reelección en 2000, con el 51,4% del voto frente al opositor 44,3% Gwandaguluwe Chakuamba por el partido MCP-AFORD. En la elección de 2004 Bingu wa Mutharika derrotó a Chakuamba por un margen de diez puntos. 

## Poder ejecutivo
Bajo la constitución de 1995, el presidente, que es a la vez jefe de Estado y jefe del gobierno, se elige por sufragio directo cada cinco años. Malaui tiene un vicepresidente que se elige con el presidente. El presidente tiene la opción de escoger, que no debe ser de su partido. Los miembros del gobierno que son nombrados por el presidente pueden ser destituidos o dimitir en mitad de la legislatura.

## Poder legislativo
La asamblea nacional de Malaui tiene 193 escaños, todos son elegidos directamente por un periodo de cinco años. La constitución también contempla la creación de otra cámara, un senado de 80 escaños, pero todavía no se ha empezado a llevar a cabo. El senado estaría formado por los líderes tradicionales, representantes de los distritos locales y también tendría representantes de grupos especiales como: jóvenes, mujeres, y discapacitados.

## Poder judicial
La constitución asegura un judicatura independiente. El sistema judicial de Malaui está basado en el británico, formada por tribunales menores, el alto tribunal y la corte suprema de apelación

## Gobierno Local
El gobierno local es llevado a cabo por 28 distritos comprendidos en tres regiones administrados por administradores regionales y comisionados de distritos que son nombrados por el gobierno central. Las elecciones locales, las primeras desde la democracia, tuvieron lugar el 21 de noviembre en 2000. El partido UDF consiguió el 70% de concejales en estas elecciones.

## Partidos políticos y participación en organizaciones internacionales
Los principales partidos son el : Frente Unido Democrático (UDF), Bakili Muluzi es su secretario general y los principales partidos de oposición son: el Partido del Congreso de Malaui (MCP) y la Alianza para la Democracia (AFORD) 
Entre las organizaciones internacionales a las que pertenece además de las de la ONU, esta la OUA.